# Hybosa
Hybosa is een geslacht van kevers uit de familie bladkevers (Chrysomelidae).
De wetenschappelijke naam van het geslacht werd in 1842 gepubliceerd door Philogène-Auguste-Joseph Duponchel in D'Orbigny.

## Soorten
- Hybosa gibbera Boheman, 1855